# Sielsowiet Rudnia Marymonawa
Sielsowiet Rudnia Marymonawa (biał. Руднямарымонаўскі сельсавет, ros. Руднемаримоновский сельсовет) – sielsowiet na Białorusi, w obwodzie homelskim, w rejonie homelskim, z siedzibą w Rudnii Marymonawej.

## Demografia
Według spisu z 2009 sielsowiet Rudnia Marymonawa zamieszkiwało 728 osób, w tym 668 Białorusinów (91,76%), 45 Rosjan (6,18%), 10 Ukraińców (1,37%), 3 Litwinów (0,41%) i 2 osoby innych narodowości. Była to najniższa liczba ludności wśród wszystkich sielsowietów rejonu homelskiego.

## Geografia i transport
Sielsowiet położony jest w zachodniej części rejonu homelskiego, nad Dnieprem. Przebiegają przez niego wyłącznie drogi lokalne.

## Miejscowości
- wsie:
  - Rudnia Marymonawa
  - Rudnia Żyhalskaja
- osiedla:
  - Dobrusz
  - Haradok
  - Papanin